# میشتلباخ (بایرن)
میشتلباخ (به آلمانی: Mistelbach) یک شهر در آلمان است که در بایروث واقع شده‌است.